# Julleuchter

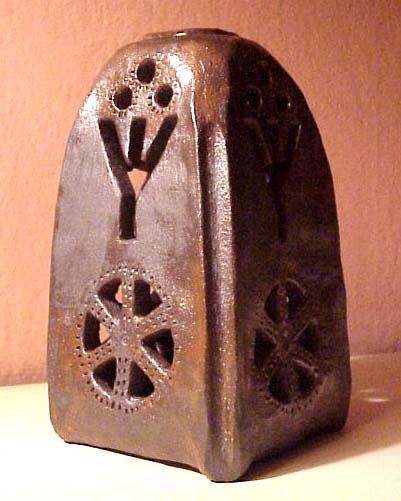
Julleuchter met de rune Elhaz in plaats van het hartsymbool

De Julleuchter (joellampje) is een heidens-Germaans uitziend, maar feitelijk neopaganistisch voorwerp, dat de zonnewende symboliseert. Het speelde een wezenlijke rol in de nationaalsocialistische midwintercultus en in de gewoonten en gebruiken van de SS.

## Moderne oorsprong
Een dergelijke kandelaar werd voor het eerst vermeld in 1888, in het Zweedse tijdschrift Runa. Daarin werd een originele, 16e-eeuwse kandelaar beschreven, die uit Halland stamde. Hij werd in Duitsland nagemaakt door de volkshistoricus Herman Wirth (bekend van het Oera Lindaboek) en diende als voorbeeld voor de Julleuchter van de SS. In het Noords museum in Stockholm wordt hij nog steeds tentoongesteld en ook in Noorse en Deense musea kan men soortgelijke kandelaars nog steeds vinden. Een relatie met het joelfeest is nooit bewezen.

## Omschrijving
De Julleuchter was 23×11,5×11,5 cm groot. In de zijkanten waren openingen aanwezig in de vorm van een hart met daaronder een wiel met zes spaken. Deze spaken vertonen een overeenkomst met de rune Hagalaz (in Futhark).

## Gebruik tijdens het nationaalsocialisme

### Symboliek
In de periode van het nationaalsocialisme was de aardewerken Julleuchter een essentieel onderdeel van de reconstructie van de Germaanse religie. Het nationaalsocialisme gebruikte de symboliek ter legitimatie van hun aanspraak op macht. Het hart symboliseert de levenskracht, de rune Hagalaz staat voor hagel en sneeuw en herinnert daarmee aan de ideologische verklaring dat gebeurtenissen uit het verleden invloed hebben op het heden (als een allesverwoestende hagel, die na het smelten het groene land verfrist vrijgeeft).

### Fabricage
De Porzellanmanufaktur Allach produceerde in 1939 in Dachau 52.635 Julleuchter. De fabricage werd uitgevoerd door gevangenen in het concentratiekamp aldaar. In 1943 werden in Neuengamme 15.116 Julleuchter gefabriceerd.

### Gebruik
In het nazitijdperk werd, in het bijzonder door de SS, de zonnewendeceremonie op de volgende wijze uitgevoerd: tijdens een gegeven (maar regionaal verschillende) periode vóór de winterzonnewende werd het stompje van de kaars van het vorig jaar brandend in de kandelaar geplaatst. Het door de openingen vallende licht, dat niet uit mocht gaan, symboliseerde de nog niet gekeerde zon. In de nacht van 21 december werd een brandende kaars boven op de kandelaar geplaatst: de zon had zich gekeerd. Daarna bleef de kaars nog enige tijd op de kandelaar staan. Daarna werd de stomp in een speciale verpakking bewaard tot de volgende winterzonnewende.

### Reichsführer SS[7]
Heinrich Himmler verklaarde het volgende over de Julleuchter: "Het kleine licht, dat onder in de lantaarn staat, brandt als symbool voor het laatste uur van het ten einde lopende jaar; het grotere licht ontbrandt juist op het moment dat het nieuw jaar aanbreekt. Er zit een diepe waarheid in het oude gebruik. Moge elke SS'er het vlammetje van het oude jaar met zuiver, rein hart zien doven en met verheven wil het licht van het nieuwe jaar ontsteken."
De Julleuchter zelf bleef echter het hele jaar prominent in de woning aanwezig:
De woning van een SS-man dient men eraan te herkennen, dat een van de hoeken bestemd is voor de feesten van zijn gezin. Daar dienen die dingen verzameld te worden, die een mens aan zijn hogere verplichtingen herinneren. […] Op de kist [, die gevuld met erfstukken in de hoek zou moeten staan, ] staat het hele jaar door de joelkandelaar omringd door de joelborden (gemaakt van tin of aardewerk) van de individuele gezindsleden, die ze bij alle feesten van het jaar, maar ook bij verjaardagen, bruiloften en sterfgevallen, gebruiken. […] De wand wordt gesierd door een afbeelding van de Führer en van de Reichsführer-SS alsmede een stamboom, familiefoto's en aandenkens aan tijden van oorlog en gevecht. De grote SS-rune dient daarbij niet te ontbreken. De joel- en SS-hoek is de graadmeter in hoeverre de SS-man en zijn vrouw deelnemen aan de gewoonten en gebruiken van de SS— SS-Oberabschnitt West: Die Gestaltung der Feste im Jahres- und Lebenslauf in der SS-Familie
Door de Freundeskreis Reichsführer SS werd de Julleuchter als bijzondere onderscheiding gebruikt. Heinrich Himmler kende de Julleuchter toe aan uitgelezen SS'ers. De toekenning werd ook op hun stamkaart vermeld. Indien men zondigde tegen de grondregels van de SS, moest de Julleuchter teruggegeven worden.

## Hedendaags gebruik
De Julleuchter wordt in hedendaagse extreemrechtse en paganistische kringen als cultvoorwerp gebruikt. In Duitse gezinnen wordt de Julleuchter soms uit traditie gebruikt, zonder dat men zich erg bewust is van de herkomst.